# 及川平治

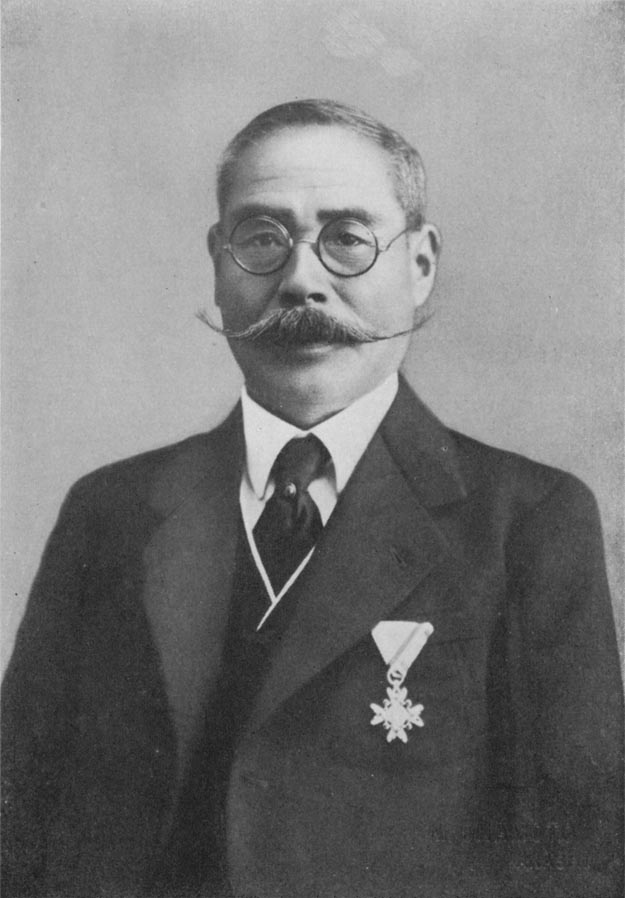
及川平治

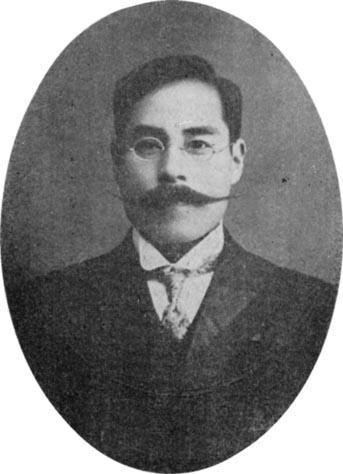
及川平治

及川 平治（おいかわ へいじ、1875年（明治8年）3月28日 - 1939年（昭和14年）1月1日）は、日本の教育者。

## 経歴
宮城県出身。1897年（明治30年）、宮城県尋常師範学校を卒業。小学校教員を務める傍ら、文部省師範学校中学校高等女学校教員検定試験に合格した。1907年（明治40年）、兵庫県明石女子師範学校教諭・附属小学校主事となり、分団式動的教育論を提唱した。1921年の「八大教育主張講演会」でも、「動的教育論」を論じている。1936年（昭和11年）に退官し、仙台市教育研究所長に就任した。

## 著書
- 『新教育学』（育成会、1903年） - 熱海安吉と共著
- 『如何に歴史を教ふ可き乎』（育成会、1906年）
- 『如何に国語を教ふ可き乎』（育成会、1906年）
- 『分団式動的教育法』（弘学館書店、1912年）
- 『分団式各科動的教育法』（弘学館書店、1915年）
- 『分団式動的教育法講義要項』（滋賀県蒲生郡教育会、1917年）
- 『動的教育学要領』（国民教育会、1920年）
- 『動的教育論』（内外出版、1923年）
- 『算術中心生活単位の教科案』（厚生閣、1937年）